# Бюджетное правило
Бюдже́тное пра́вило — наложение длительных ограничений на показатели бюджетной политики. Бюджетные правила в основном направлены на сдерживание чрезмерного роста расходов бюджета, особенно в благоприятные для экономики времена, для обеспечения финансовой ответственности и устойчивости государственного долга.
Бюджетное правило является механизмом снижения зависимости государственного бюджета и внутренних экономических условий от цен на энергоносители для стран с сырьевой экономикой путём стерилизации нефтегазовых доходов бюджета и накопления суверенных фондов.

## История правила
В России «бюджетные правила» впервые были введены в 2004 году, когда был образован Стабилизационный фонд Российской Федерации, призванный обеспечивать покрытие дефицита федерального бюджета при снижении цены на нефть ниже базовой. Была установлена цена отсечения (20 долларов за баррель нефти в 2004 году, 27 долларов в 2006 году), и формирование фонда производилось за счет перечисления нефтегазовых доходов, поступающих в бюджет свыше цены отсечения. Динамика цен на нефть в те годы существенно опережала рост цены отсечения. По оценкам специалистов, в Стабилизационный фонд поступало до ¾ дополнительных доходов от благоприятной внешней конъюнктуры.
С 1 февраля 2008 года Стабилизационный фонд был разделен на:
- Резервный фонд — для финансового обеспечения нефтегазового трансферта.
- Фонд национального благосостояния — для обеспечения софинансирования добровольных пенсионных накоплений граждан Российской Федерации и сбалансированности (покрытия дефицита) бюджета Пенсионного фонда Российской Федерации.

Для формирования бюджета на период 2008—2010 годов были установлены параметры:
- величина ненефтегазового дефицита бюджета — 4,7 % ВВП;
- нефтегазовый трансферт — объём нефтегазовых доходов, который можно направить на финансирование расходных статей бюджета — 3,7 % ВВП;
- пороговый объём Резервного фонда — до 10 % ВВП, после преодоления порога нефтегазовые доходы направлялись в Фонд национального благосостояния.

В связи с кризисом 2008 года новой ценой отсечения стал уровень 45 — 50 долларов за баррель нефти, который обеспечивал нефтегазовый трансферт на уровне 4,7 % ВВП. В 2011 году пороговый объём Резервного фонда был установлен в размере 7 % ВВП.
В 2012 году были предложены изменения в «бюджетные правила», которые начали действовать с 1 января 2013 года и включали в себя два нововведения:
- цена отсечения нефтегазовых составляла 91 доллар за баррель нефти и более не прогнозировалась, а рассчитывалась на основе статистических данных за предыдущие годы как трендовый показатель;
- объём расходов бюджета определялся как сумма ненефтегазовых доходов и нефтегазовых доходов в рамках расчетной цены на нефть плюс максимально возможный дефицит бюджета в размере 1 % ВВП.

С 2015 года применение бюджетных правил было приостановлено для возможности гибко реагировать на ситуацию с падением цен на нефть, ослабление рубля, инфляционные процессы и экономические санкции.
Переходные положения новой конструкции «бюджетных правил» были реализованы уже в 2017 году. До законодательного их закрепления дополнительные нефтегазовые доходы, поступающие в связи с превышением цены на нефть марки «Юралс» уровня 40 долларов США за баррель, не использовались на финансирование дополнительных расходов федерального бюджета.
Новая конструкция бюджетных правил вступила в силу с 1 января 2018 года с учётом переходных положений и предусматривала объединение Резервного фонда с Фондом национального благосостояния на базе Фонда национального благосостояния. Согласно бюджетному правилу предельный объём расходов федерального бюджета не должен был превышать суммы базового объёма нефтегазовых доходов, рассчитанного при базовой цене на нефть (40 долларов США за баррель Urals в ценах 2017 года с ежегодной индексацией на 2 % с 2018 года), объёма ненефтегазовых доходов и расходов по обслуживанию государственного долга.
С 2019 по 2022 год в бюджетное правило были внесены точечные изменения, предусматривающие увеличение расчетного размера расходов федерального бюджета (отказ от нулевого первичного структурного дефицита):
- с 2019 года на 585 млрд рублей ежегодно до 2023 года и на 575 миллиардов рублей в 2024 году[3].
- в 2020 году в связи с целях борьбы с последствиями новой коронавирусной инфекции на 1460 млрд рублей[4];
- с 2021 года соответствующее превышение было заменено относительной величиной — 0,5 процента объема ВВП, указанного в федеральном законе о федеральном бюджете[5].

В 2022 году в условиях необходимости минимизации негативных экономических санкций в отношении Российской Федерации действие бюджетных правил было временно приостановлено. Правительству Российской Федерации было предоставлено право направлять дополнительные нефтегазовые доходы и средства Фонда национального благосостояния на обеспечение сбалансированности (покрытие дефицита) федерального бюджета, а также на иные цели, определенные Правительством.
Данное решение обеспечило соразмерную бюджетную поддержку структурной адаптации российской экономики. Совокупный бюджетный импульс, профинансированный за счет ликвидных активов ФНБ и дополнительных нефтегазовых доходов, составил в 2022 году около 5 % ВВП.
С одной стороны, такой подход ускорил стабилизацию на финансовых рынках и помог смягчить адаптацию в период перестройки хозяйственных связей. В результате данное решение сыграло важную роль в стабилизации отечественного финансового рынка и российской экономики и было обосновано как временная мера в условиях масштабного внешнего шока.
С другой стороны, обратной стороной приостановки «бюджетных правил» и временного использования рентных сверхдоходов стало повышение влияния изменения конъюнктуры сырьевых рынков на волатильность курса рубля и экономику в целом. В среднесрочной перспективе это создавало угрозу для устойчивости макроэкономических условий и финансовой стабильности, а также значительные инфляционные риски.
В конце 2022 года были приняты обновленные «бюджетные правила», которые сохраняли основные принципы ранее действовавшей конструкции (определение первичных расходов на основе ненефтегазовых доходов и базового объема нефтегазовых доходов, дополнительные рентные сверхдоходы не направляются на расходы, а сохраняются в Фонде национального благосостояния), но предусматривали модификации с учетом изменившихся условий:
- в связи с ограниченной предсказуемостью объемов добычи и экспорта нефти и природного газа Российской Федерации, а также мирового энергетического рынка величина базовых нефтегазовых доходов была зафиксирована на уровне 8 трлн рублей. Такой подход обеспечивал стабильность бюджетных расходов вне зависимости от изменчивости конъюнктуры;
- в течение периода 2023—2024 годов был предусмотрено временное превышение предельных расходов федерального бюджета в рамках проведения контрциклической бюджетной политики: в 2023 году — на 2,9 трлн рублей, в 2024 году — на 1,6 трлн рублей. С 2025 года предусмотрен выход на нулевой первичный структурный баланс, то есть первичные расходы федерального бюджета с поправкой на сальдо кредитов будут соответствовать базовым нефтегазовым доходам и ненефтегазовым доходам.

С 2024 года в связи с принятыми мерами по диверсификации поставок российской нефти, повышением устойчивости и предсказуемости объемов добычи и экспорта расчет базовых нефтегазовых вернулся традиционному определению через базовую цену на уровне 60 $/барр., что соответствует уровню цен, использованному в 2023 году для определения фиксированного размера базовых нефтегазовых доходов в 8,0 трлн рублей.

## Механизм
Согласно бюджетному правилу предельный объём расходов федерального бюджета не должен превышать суммы:
— базового объёма нефтегазовых доходов, рассчитанного при базовой цене на нефть (60 долларов США за один баррель с ежегодной индексацией на 2 процента начиная с 2027 года) ((НГД(P_баз,FX_прогноз));
— объёма ненефтегазовых доходов (ННГД);
— расходов по обслуживанию государственного долга (%);
— разницы между средствами, полученными от возврата предоставленных из федерального бюджета бюджетных кредитов, и суммой предоставленных из федерального бюджета бюджетных кредитов (Ск).
Расходы = НГД (P_баз,FX_прогноз) + ННГД + % + Ск
При таком способе определения объёма предельных расходов федерального бюджета обеспечивается бездефицитный бюджет на первичном уровне (без учёта расходов на обслуживание государственного долга) при базовых параметрах.
Дополнительные нефтегазовые доходы (формируемые вследствие фактического превышения цен на нефть базового уровня) подлежат зачислению в Фонд национального благосостояния. В случае образования недополученных нефтегазовых доходов федерального бюджета финансирование дефицита федерального бюджета осуществляется за счет Фонда национального благосостояния.
Пополнение/использование средств Фонда национального благосостояния осуществляется посредством операций на внутреннем валютном рынке. С февраля 2017 г. Минфином России на ежемесячной основе проводятся операции по покупке (продаже) иностранной валюты, а с июля 2021 года — иностранной валюты и золота в обезличенной форме в объёме превышения фактических поступлений нефтегазовых доходов над уровнем нефтегазовых доходов федерального бюджета или в объеме недополученных нефтегазовых доходов по сравнению с базовым уровнем. Такой механизм позволяет обеспечить накопление/реализацию иностранных активов в направлении и объёмах, обеспечивающих снижение зависимости реального эффективного курса рубля от колебаний цен на нефть.
В случае, когда объём средств Фонда национального благосостояния опускается ниже 5 % ВВП, предельный объём использования средств Фонда национального благосостояния не может превышать 1 % ВВП. Такой механизм является автоматическим стабилизатором для случая снижения равновесного уровня цен на нефть ниже базового.

## Эффекты действия бюджетного правила в России

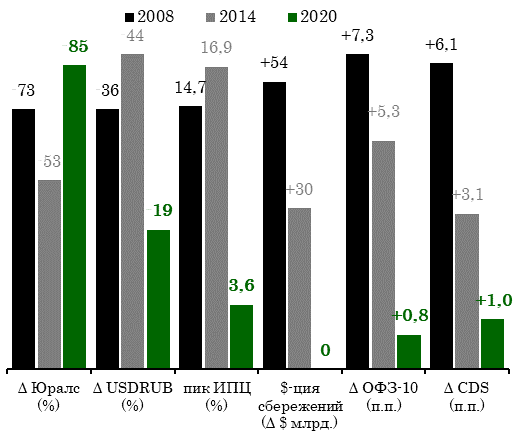
После начала действия бюджетного правила величина влияния масштабных шоков на экономические показатели заметно уменьшилась

Проведение бюджетной политики на основе «бюджетных правил» позволила в значительной мере снизить зависимость бюджета, обменного курса, инфляции и других макроэкономических параметров от волатильности нефтяных котировок, создало условия для обеспечения предсказуемости экономических, финансовых и фискальных условий, позволило эффективно «локализовать» нефтяную волатильность, обеспечить устойчивость к такого рода шокам как непосредственно государственных финансов, так и экономики в целом.

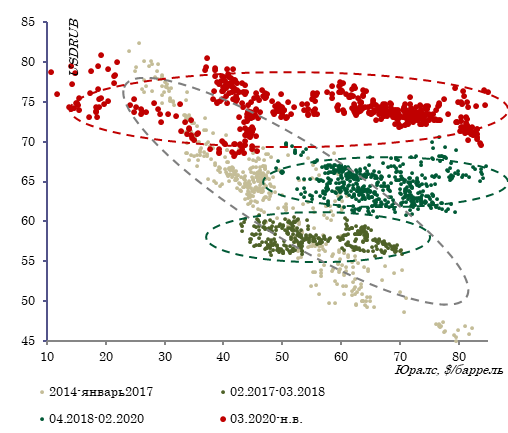
После начала действия бюджетного правила курс рубля колеблется в пределах небольшого коридора при изменении цены на нефть

В период шоков национальная валюта и финансовые рынки сохраняли стабильность, инфляция и инфляционные ожидания оставались под контролем, не наблюдалось дестабилизации сберегательного поведения, пассивная база банковского сектора сохраняла устойчивость.
Ограничение использования конъюнктурных нефтегазовых доходов обеспечило сокращение риск-премии по российским активам и привело к снижению требуемой доходности и равновесных реальных процентных ставок в экономике.
Установление базового уровня нефтегазовых доходов и предельного объема расходов способствуют стабилизации объема нефтегазовых доходов, направляемых на финансирование расходов. Это обеспечивает более предсказуемый уровень расходов и уровень дефицита федерального бюджета.

## Аргументы в пользу смягчения правила
Основным аргументом, высказываемым в пользу смягчения бюджетного правила, является следующее предположение. Увеличение предельного дефицита бюджета позволит направить средства в размере этого увеличения на инвестиции в экономику.
За смягчение бюджетного правила последовательно выступал помощник президента России Андрей Белоусов, предлагавший в 2014 году снизить порог Резервного фонда с 7 до 5 % ВВП, чтобы направить высвободившиеся средства на строительство дорог, состояние которых мешает росту экономики страны, а также заместитель министра экономического развития Андрей Клепач. «Мы должны подойти к тому, чтобы быть предельно честными, и тогда сказать: да, мы сохраняем бюджетное правило, но тогда мы должны признать, что высоких темпов роста при сложившейся мировой конъюнктуре у нас не будет. Те темпы роста, которые мы можем иметь, — это два-три процента», — говорит Андрей Клепач.
Данную позицию поддерживает бывший министр экономического развития Алексей Улюкаев, заявивший, что бюджетное правило должно быть «чувствительно к инвестиционному циклу или варьироваться с учётом того, какая инвестиционная ситуация складывается». По мнению Заместителя председателя Правительства Ольги Голодец, правило негативно влияет на экономическое и социальное развитие страны — под вопросом оказываются не только социальные, но и инвестиционные расходы.
Режим жесткой экономии, определяемой правилом, оказывает негативное влияние не только на инвестиционное развитие национальной экономики, но и как следствие на социальное развитие страны.
Перевод природных ресурсов в финансовые (накопление средств в суверенных фондах) не оптимально. Расходы на инфраструктуру, средства производства (создание материальных ресурсов) формирует другую структуру хозяйства. В кризисные времена более развитая и диверсифицированная экономика может потребовать гораздо меньших ресурсов на поддержание.
В целом, резервирование части доходов бюджета лишено научного основания. Хотя оно создает ощущение дополнительной устойчивости, это не более чем иллюзия, сродни ощущениям Коробочки, бессмысленно накапливавшей подверженные порче продукты. В наших условиях избыточных валютных резервов эта политика не прибавляет макроэкономической стабильности и лишь влечет снижение возможностей экономического роста. Ее дополнение наращиванием государственных займов усиливает негативный эффект и превращает финансовую политику в тормоз экономического роста, считает академик РАН Сергей Глазьев.

## Аргументы в пользу сохранения правила
Следование «бюджетным правилам» позволит снизить зависимость федерального бюджета от цен на нефть и гарантировать исполнение всех обязательств государства независимо от изменений цен на нефть и фазы сырьевых циклов.
Базовый уровень заимствований ограничен объёмом расходов по обслуживанию долга, что обеспечивает сохранение стабильного экономически безопасного уровня государственного долга, а также способствует минимизации влияния государственных заимствований на процентной ставки для частного сектора.
Определение базовой цены на нефть на уровне 60 долларов США за баррель в ценах 2017 года обусловлено оценкой долгосрочного равновесного уровня цен на нефть в консервативных условиях.
В поддержку введения «бюджетных правил» высказывался Министр финансов Антон Силуанов: «Если мы хотим обезопасить исполнение наших обязательств от внешних факторов, мы должны быть реалистичными в оценке макропараметров, в том числе, цен на наши экспортные товары. На нефтяные цены влияют много факторов, которые Россия не контролирует. Как будет выполняться соглашение с ОПЕК? Как будет развиваться сланцевая добыча в США? Выйдут ли на рынок новые игроки типа Ливии с Нигерией, которые дают сейчас дополнительное предложение? Как будет развиваться мировая экономика, в том числе китайская, как одного из основных потребителей нефти? Мы помним период двухлетней давности в январе 2016 года — нефть стоила $25-26. Очень много вопросов, на которые нет ответа, поэтому заранее своими же руками закладывать повышенные риски в бюджет, неправильно. Уже обжигались не один раз».
В поддержку новой конструкции «бюджетных правил» выступает помощник Президента Российской Федерации Максим Орешкин. По его словам, бюджетное правило позволило в текущей непростой ситуации быстро стабилизировать валютный курс и обеспечило возможность совершать дополнительные бюджетные расходы для поддержки экономики.
Экономический рост не будет оправданным без существования бюджетного правила, считает директор Центра исследований региональных реформ РАНХиГС Александр Дерюгин. «Мы не можем себе позволить пустить все деньги на расходы и увеличивать тем самым экономический рост, потому что если случится новый кризис, то Россия останется у разбитого корыта и это перечеркнет весь рост, который был. Новое бюджетное правило довольно жесткое, в принципе цена отсечения в размере $40 за баррель — справедливая», — уверен Александр Дерюгин.
Бюджетное правило могло быть жестче, говорится в заявлении миссии МВФ: «Для обеспечения межпоколенческой справедливости и создания механизма, обеспечивающего плавную адаптацию к устойчивым изменениям цены на нефть».
«Определение фискальной цели должно учитывать долгосрочные финансовые обязательства, демографические тенденции и учитывать межпоколенческий капитал. Текущий и прогнозируемый ненефтяной первичный дефицит бюджета России превышает долгосрочные фискальные показатели, согласующиеся с межпоколенческим равенством (в диапазоне 3-4.5 процентов ВВП)» — считают в МВФ.
Конструкция бюджетного правила, предложенного Минфином, согласуется с денежно-кредитной политикой ЦБ РФ, указывала председатель Банка России Эльвира Набиуллина. «В целом прогнозные параметры и бюджетные параметры мы поддерживаем. И на данный момент они в целом согласованы с основными направлениями денежно-кредитной политики ЦБ РФ, которые мы будем обсуждать».
«Мы понимаем, что колебания курса — это проблема для нашей экономики. В повышенной волатильности нет ничего хорошего. И хотя сейчас волатильность рубля ниже, чем была два года назад, ниже, чем волатильность цен на нефть — вы видите, как ходят цены на нефть — и сопоставима уже с теми странами, которые находятся на таком же уровне развития, как и мы. Но, конечно, волатильность пока повышенная для реального сектора экономики», — сказала Набиуллина. «Мы поддерживаем введение бюджетного правила, которое позволяет снизить колебания курса рубля от внешней конъюнктуры, от цен на нефть», — добавила она.
Бюджетное правило обеспечивает макроэкономическую стабильность, в том числе курса национальной валюты, что способствует формированию предсказуемых макроэкономических условий, необходимых для обеспечения устойчивого роста экономики. Его пересмотр может стать отрицательным сигналом для инвесторов.